# Побережнюк Олег Володимирович
Олег Володимирович Побережнюк — полковник Збройних Сил України, командир 211 ПМБр, учасник російсько-української війни. Лицар ордена Богдана Хмельницького.

## Життєпис
Військову освіту здобув у Військово-інженерному інституті Подільського державного аграрно-технічного університету. В подальшому проходив військову службу у складі Міжнародного інженерного батальйону  «Тиса» 128 ОГПБр.
2024 року був командир 211 ПМБр Командування Сил підтримки ЗСУ до відсторонення з посади.

## Розслідування
17 грудня 2024 року Тернопільська спеціалізована прокуратура у сфері оборони Західного регіону відкрила кримінальне провадження щодо посадових осіб 211 ПМБр Сил підтримки ЗСУ за фактом застосування нестатутних заходів впливу та насильства до підлеглих. Досудове розслідування проводять слідчі Львівського територіального управління ДБР.
19 грудня 2024 командира бригади Побережнюка було арештовано з заставою у 900 тис грн, наступного дня він вийшов з-під варти під заставу. Крім цього, вище командування відсторонило Побережнюка від виконання службових обов’язків.
29 грудня 2024 року ДБР провело у Побережнюка обшуки. За даними слідства, він знав про тортури та інші інциденти з нелюдським поводженням із боку офіцера Владислава Пастухова, але не реагував та не ініціював питання щодо притягнення його до відповідальності. Того ж дня Побережнюка доставили до Києва. 
30 грудня Печерський суд Києва обрав новий запобіжний захід Побережнюку, його було взято під варту на два місяці з заставою в 12,1 млн грн.

## Нагороди
- Орден «Богдана Хмельницького» III ступеня (2024) — за особисту мужність, виявлену у захисті державного суверенітету та територіальної цілісності України, самовіддане виконання військового обов'язку[12].